# Sinagoga de la Ghriba
La Sinagoga de la Ghriba (en hebreo: בית הכנסת אלגריבה; Árabe tunecino: كنست الغريبة) es un templo judío en el centro de la isla de Djerba, en el sur de Túnez. Es una de las principales señas de identidad de los judíos de Djerba, una de las comunidades judías del mundo árabe. La sinagoga es el objeto de una peregrinación anual, durante la fiesta judía de Lag Baomer, que reúne a varios miles de peregrinos. También es uno de los principales atractivos turísticos de Djerba.
Su fama proviene de muchas tradiciones y creencias que hacen hincapié en su antigüedad y el hecho de que supuestamente contiene los restos del Templo de Jerusalén. Históricamente, reunió no sólo a los miembros de las comunidades locales sino también a judíos del resto de Túnez y la vecina Libia. A mediados del siglo XX, la mayoría de los judíos que vivían en países árabes emigraron a Francia, a Israel, y a otros países. 
Al igual que otras sinagogas aisladas, situadas fuera de las ciudades, y objeto de peregrinación dispersas por el Magreb, la Ghriba está situada en el campo, a poco más de un kilómetro del pueblo más cercano, Hara Saghira (nombre oficial moderno: Er Riadh). Según la tradición local, la Ghriba fue fundada por sacerdotes Cohen procedentes de Jerusalén. 
El pueblo de Hara Saghira (en árabe: "pequeño barrio") alberga hoy una comunidad judía con varios cientos de personas. El 11 de abril de 2002, tuvo lugar el Atentado de la Sinagoga de la Ghriba, supuestamente llevado a cabo por Al-Qaeda, un camión de transporte de gas natural equipado con explosivos, atravesó las barreras de seguridad, el camión explotó frente a la sinagoga, asesinando a 14 turistas alemanes, seis tunecinos y un francés. 30 personas resultaron gravemente heridas.